# 사회적 선택과 개인의 가치
케네스 애로의 저서 《사회적 선택과 개인의 가치》(Social Choice and Individual Values) (1951, 2nd ed., 1963)와 그 안의 정리는 경제학적 특징을 지닌 사회 윤리와 투표 이론 의 엄격한 융합인 현대 사회 선택 이론을 만들었다. 다소 형식적으로, 제목의 "사회적 선택" 은 개별 명령 집합의 사회적 가치 가 헌법에 따라 구현되는 방법에 대한 Arrow의 표현을 나타낸다. 덜 형식적으로, 각 사회적 선택은 모든 개인이 모든 법률에 찬성 투표하지는 않더라도 헌법에 따라 "투표"(명령 집합)에 의해 통과된 실행 가능한 법률 집합에 해당한다.
이 작업은 애로의 불가능성 정리로 더 잘 알려져 있다. 이 정리는 실현 가능한 대안에 대한 개인의 선호나 헌법의 중립성에 대한 제한이 없는 한 일련의 그럴듯한 요구 사항을 충족시키는 사회적 선택 규칙이 존재하지 않는다고 말한다. 결과는 과반수 투표가 안정적인 결과를 얻지 못할 수 있음을 보여주는 투표 역설을 일반화한다.

## 같이 보기
- 애로의 불가능성 정리
- 케네스 애로
- 파레토 최적
- 경로 의존성
- 사회 선택 이론
- 공리주의
- 후생경제학